# Hydropsyche katugahakanda
Hydropsyche katugahakanda är en nattsländeart som beskrevs av Schmid 1958. Hydropsyche katugahakanda ingår i släktet Hydropsyche och familjen ryssjenattsländor. Inga underarter finns listade i Catalogue of Life.